# الكحول في بنغلاديش
يخضع الكحول في بنغلاديش للتنظيم والقيود في بنغلاديش. تتمتع بنجلاديش بأحد أدنى معدلات استهلاك الكحول في آسيا وفقًا لتقرير البنك الدولي الصادر في عام 2015.

## تاريخ
تم إعداد أول معمل تقطير في ما يعرف اليوم بنجلاديش عام 1887 من قبل رجل إنجليزي يدعى روبرت راسل كارو. كانت الشركة تسمى Carew &amp; Co (Bangladesh) Ltd وتم تأميمها من قبل حكومة بنغلاديش في عام 1973. معمل التقطير هو جزء من مصنع دارسانا للسكر المملوك من قبل شركة بنغلاديش للصناعات الغذائية والسكر . إنه السكر الوحيد من بين 15 مصنعًا مملوكًا للدولة التي تحقق ربحًا من معمل التقطير. ينتج معمل التقطير الروم والبراندي والجن والويسكي.

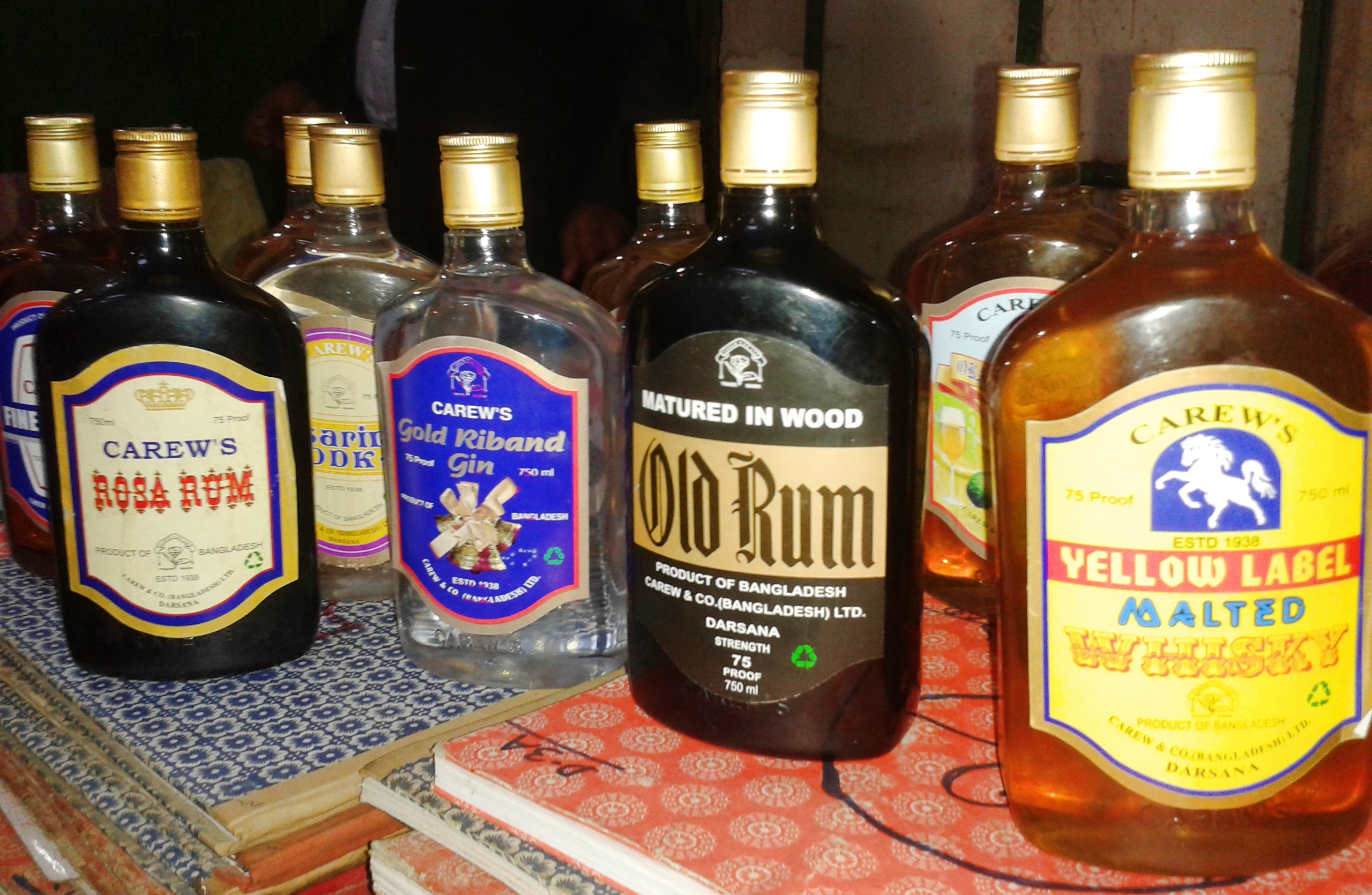
منتجات درسانا المقطرة

في عام 2003, منحت حكومة بنغلاديش Jamuna Distillery Limited من مجموعة جامونا ترخيصًا لإنتاج المشروبات الكحولية. Jamuna Distillery Limited كانت أول شركة خاصة تحصل على ترخيص لإنتاج الكحول الأمر الذي أنهى احتكار شركة Carew & Co المملوكة للدولة (بنغلاديش) المحدودة. تُباع المشروبات الكحولية في الفنادق ذات الخمس نجوم والحانات المرخصة من الحكومة. في عام 2009 أطلقت جامونا البيرة التي تحمل علامة هنتر في بنغلاديش.

## قانون
بموجب القانون البنغلاديشي, فإن أي مشروب يحتوي على أكثر من 0.5٪ كحول يعتبر مشروبًا كحوليًا. يلزم الحصول على تصريح حكومي لبيع الكحول وتخزينه ونقله. لشرب الكحول في بنغلاديش, يجب أن يكون لديك تصريح قانوني. سيحتاج المسلمون إلى وصفة طبية للحصول على تصريح الكحول. يجب إعطاء الوصفة من قبل أستاذ مشارك في كلية الطب أو جراح مدني.